# Gary Anderson (ciclista)
Gary John Anderson (Londres, Reino Unido, 18 de septiembre de 1967) es un deportista neozelandés que compitió en ciclismo en la modalidad de pista, especialista en las pruebas de persecución.
Participó en cuatro Juegos Olímpicos de Verano, entre los años 1988 y 2000, obteniendo una medalla de bronce en Barcelona 1992 en la prueba de persecución individual.

## Medallero internacional
| Juegos Olímpicos | Juegos Olímpicos   | Juegos Olímpicos  | Juegos Olímpicos       |
| Año              | Lugar              | Medalla           | Competición            |
| ---------------- | ------------------ | ----------------- | ---------------------- |
| 1992             | Barcelona (España) | Medalla de bronce | Persecución individual |